# Tommy Glidden
Thomas William Glidden (20 tháng 7 năm 1902 – 10 tháng 7 năm 1974) là một cầu thủ bóng đá người Anh thi đấu ở vị trí outside-right. Ông cùng West Bromwich Albion vô địch Chung kết Cúp FA 1931, cùng với việc đội bóng lên chơi tại Division One.

## Danh hiệu
West Bromwich Albion
- Vô địch Cúp FA: 1931